# Имлеј Сити (Мичиген)
Имлеј Сити (енгл. Imlay City) град је у америчкој савезној држави Мичиген. По попису становништва из 2010. у њему је живело 3.597 становника.

## Демографија
Према попису становништва из 2010. у граду је живело 3.597 становника, што је 272 (7,0%) становника мање него 2000. године.
| Група             | 2000.         | 2010.         |
| Белци             | 3.021 (78,1%) | 2.452 (68,2%) |
| Афроамериканци    | 22 (0,6%)     | 34 (0,9%)     |
| Азијати           | 51 (1,3%)     | 21 (0,6%)     |
| Хиспаноамериканци | 743 (19,2%)   | 1.042 (29,0%) |
| Укупно            | 3.869         | 3.597         |